# José João da Silva
José João da Silva (Bezerros, 7 de setembro de 1955) é um atleta de corrida brasileiro.
Bicampeão da Corrida de São Silvestre, em 1980 quebrou um jejum de 34 anos sem vitórias de brasileiros na corrida. Naquele ano a corrida contava com 8,900 km e foi concluída com o tempo de 23min40s30.
Em 1985 venceu novamente a São Silvestre com o tempo de 36min48s96, deixando Rolando Vera (aquele que seria tetra-campeão da prova) em segundo. Neste ano a prova contava com 12,6 km.
Foi bicampeão da Meia-Maratona da Independência em 1980 e 1982.
Foi detentor, durante 16 anos, dos recordes brasileiros dos cinco mil metros, com 13min37s04 e dos dez mil metros, com 28min08s59.

## Principais títulos
- Corrida Internacional de São Silvestre: 1980, 1985
- Meia Maratona da Independência: 1980, 1982
- Prova Internacional Strapescara (Pescara, Itália): 1984